# ГЕС Сесан 4А
ГЕС Сесан 4А – гідроелектростанція у центральній частині В’єтнаму. Знаходячись між ГЕС Сесан 4 (вище по течії) та ГЕС Lower Sesan II (Камбоджа), входить до складу каскаду на річці Сесан, яка у підсумку зливається з Секонг і невдовзі впадає ліворуч до Меконгу.
У межах проекту річку перекрили греблею, що утримує невелике водосховище з об'ємом 7,65 млн м3. Вода зі сховища потрапляє у балансувальну камеру довжиною 98 метрів, після якої через три водоводи довжиною по 42 метри надходить до гідроагрегатів. 
Основне обладнання станції становлять три бульбові турбіни потужністю по 21,65 МВт, які при напорі до 17,7 метра (номінальний напір 12,2 метра) забезпечують виробництво 315 млн кВт-год електроенергії на рік.
Відпрацьована вода повертається у річку по відвідному каналу довжиною 0,24 км.
Видача продукції відбувається по ЛЕП, розрахованій на роботу під напругою 220 кВ.